# 马楠苗族彝族乡
马楠苗族彝族乡是中华人民共和国云南省昭通市永善县下辖的一个民族乡。是一个高寒的少数民族乡，位于永善东南部。全乡国土面积193.4平方公里。东与大关高桥太华村接壤，南同水竹乡双旋村毗邻，西与黄华镇凤凰村接界，北与溪落渡镇云桥村、顺河村、团结乡兴田村相连。

## 行政区划
马楠苗族彝族乡下辖以下村级行政区划单位：
兴隆村、桃山村、马楠村、坪厂村、冷水村和虹口村。